# Kvalifikacije za 2. saveznu nogometnu ligu Jugoslavije 1947.
Za Drugu saveznu ligu 1947./48. primljeno je 8 ekipa: Budućnost Podgorica, Kvarner Rijeka, Sloga Novi Sad, Dinamo Pančevo, Metalac Zagreb, Naša krila Zemun, Mornar Split i Enotnost Ljubljana.
Kako bi se kompletirao popis, održane su kvalifikacije između 8 ekipa za posljednja dva mjesta.

## Sudionici
Slovenija – Pobjednik Enotnost izravno je primljen u Drugu saveznu ligu kao predstavnik Narodne Republike Slovenije.
Hrvatska – Pobjednik Metalac Zagreb primljen je u Drugu saveznu ligu kao polufinalist Saveznog kvalifikacijskog kupa. U kvalifikacije prolaze Tekstilac Varaždin (4. mjesto) i Proleter Belišće (8. mjesto).
Bosna i Hercegovina – Torpedo Sarajevo (2. mjesto) osvojio je Savezni kvalifikacijski kup i plasirao se u Prvu saveznu ligu. Velež Mostar (pobjednik Lige BiH) je primljen u kvalifikacije za Drugu saveznu ligu.
Crna Gora – Pobjednik Sutjeska Nikšić je primljen u kvalifikacije.
Srbija – Sloga Novi Sad i Dinamo Pančevo (prva dva u 1. zoni) primljeni su u Drugu saveznu ligu kao polufinalisti Saveznog kvalifikacijskog kupa. Podrinje Šabac (pobjednik 2. zone) i Radnički Kragujevac (pobjednik 3. zone) primljeni su u kvalifikacije.
Tijekom sezone je izvršena fuzija gradskih društva u Nišu: Jedinstva, Radničkog i Železničara u jedinstveni FD 14. oktobar. 14. oktobar Niš zauzeo je 13. mjesto u Prvoj saveznoj ligi, ispao iz lige i primljen u kvalifikacije za Drugu saveznu ligu.
Makedonija – Pobjednik Makedonija Skoplje udružio se sa sunarodnjakom FK Pobedom u Vardar, pobijedio u play-offu protiv Kvarner Rijeke i promovirao se u Prvu saveznu ligu. Rabotnički Skoplje (2. mjesto) primljen je u kvalifikacije za Drugu saveznu ligu.

## Rezultati

### Prva grupa
| Polufinale         | Polufinale | Polufinale      |     |     |
| ------------------ | ---------- | --------------- | --- | --- |
| Sutjeska Nikšić    | –          | Velež Mostar    | 3:1 | 1:0 |
| Rabotnički Skoplje | –          | 14. oktobar Niš | 4:3 | 2:1 |
| Finale             |            |                 |     |     |
| Rabotnički Skoplje | –          | Sutjeska Nikšić | 3:0 | 1:3 |

Rabotnički (Skoplje) plasirao se u Drugu saveznu ligu.

### Druga grupa
| Polufinale         | Polufinale | Polufinale          |     |                   |
| ------------------ | ---------- | ------------------- | --- | ----------------- |
| Tekstilac Varaždin | –          | Radnički Kragujevac | 0:0 | 2:1               |
| Podrinje Šabac     | –          | Proleter Belišće    | 1:2 | 3:1               |
| Finale             |            |                     |     |                   |
| Tekstilac Varaždin | –          | Podrinje Šabac      | 3:1 | 0:2 produžeci 4:3 |

Tekstilac (Varaždin) se plasirao u Drugu saveznu ligu.

## Unutrašnje poveznice
- 2. ligaški rang 1946./47.
- Savezni kvalifikacijski kup 1947.
- Prva savezna liga Jugoslavije u nogometu 1947./48.
- Druga savezna liga Jugoslavije u nogometu 1947./48.